# فن إسباني موريسكي

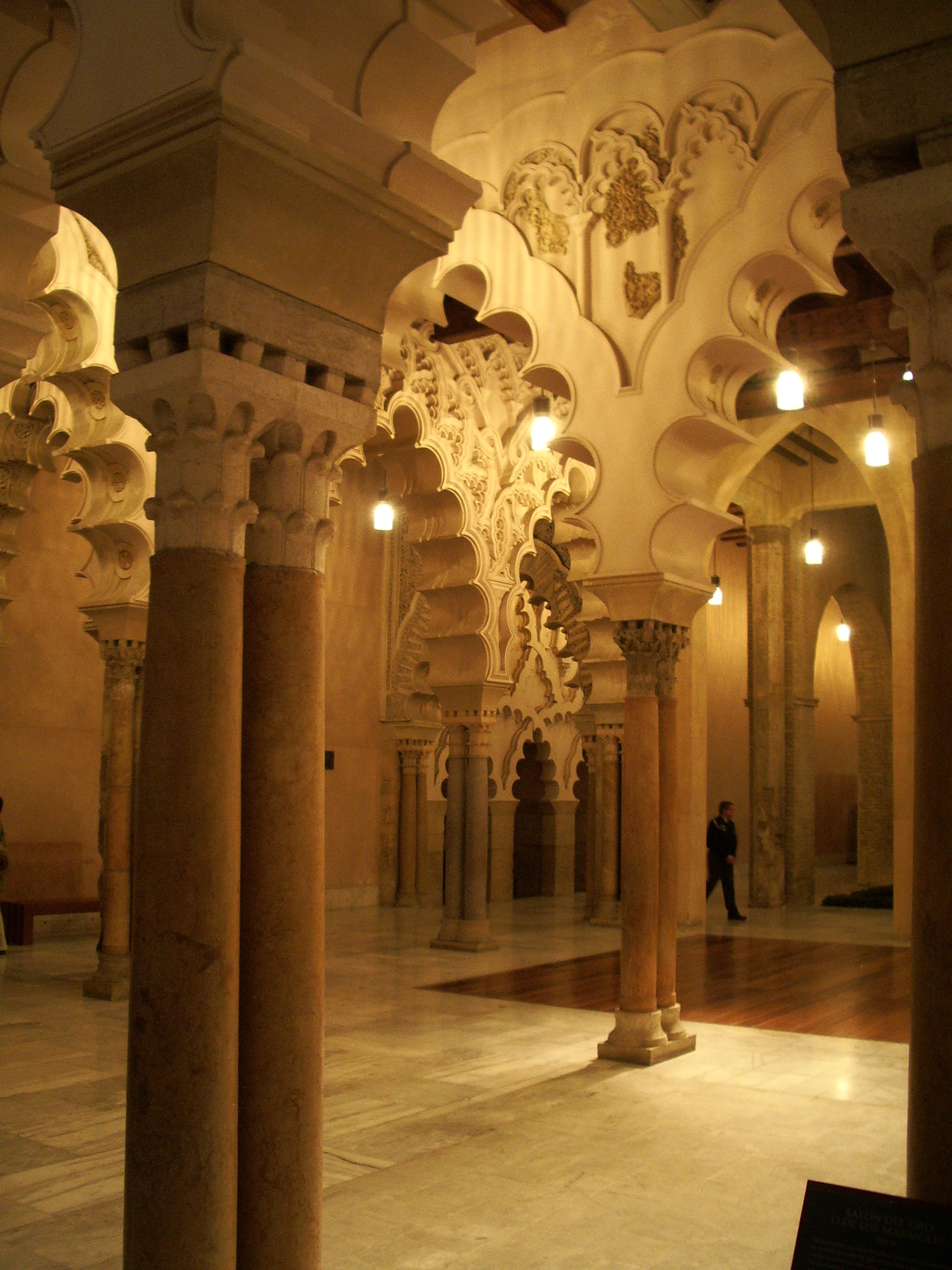
قصر الجعفرية.

الفن الإسباني الموريسكي، هو التسمية التاريخية الغربية للفن الإسلامي الذي ظهر في الأندلس (إسبانيا في فترة الحكم الإسلامي)، وبلاد المغرب (ليبيا، تونس، الجزائر، المغرب).